# Ресин, Александр Алексеевич
Александр Алексеевич Ресин (21 апреля 1857 года, Российская империя — 24 июня 1933 года, Панчево, Югославия) — российский военачальник, генерал-лейтенант. Участник Русско-турецкой и Первой мировой войн. Исследователь Чукотки, действительный член Императорского Русского географического общества.

## Биография

### Начало службы
Родился в семье потомственных дворян Тверской губернии. В 1874 году окончил 2-ю Московскую военную гимназию и поступил в 1-е Павловское военное училище. Зачислен юнкером 11 августа 1874 года. 10 августа 1876 года выпущен из училища подпоручиком армейской пехоты и с прикомандированием к лейб-гвардии Финляндскому полку. Зачислен в полк в 1877 году с переименованием в прапорщики гвардии (со старшинством с 14 августа 1877 года).
В составе своего полка принял участие в войне с Турцией. За отличия произведён в подпоручики гвардии (старшинство с 16 апреля 1878 года) и награждён орденами Святой Анны 4-й степени с надписью «За храбрость», Святого Станислава 3-й степени с мечами и бантом и Святой Анны 3-й степени с мечами и бантом.
В 1881 году поступил в Николаевскую академию Генерального штаба. Произведён в поручики гвардии (старшинство с 17 апреля 1883 года). В 1884 году окончил академию с причислением к Генеральному штабу и переименованием в штабс-капитаны (старшинство с 17 апреля 1883 года).

### Путешествие на Чукотку
19 июля 1884 года назначен адъютантом командующего войсками Приамурского военного округа генерал-губернатора А. Н. Корфа. В 1885 году командирован на Камчатку и Чукотку для лучшего ознакомления с северо-восточными окраинами империи и изучения возможности установления торговых сношений с Чукоткой. В ходе четырёхмесячного (7 мая — 25 октября) путешествия на китобойной шхуне «Сибирь» собрал обширные географические и этнографические данные об этом крае и подробно ознакомился с положением местных инородцев. По его рекомендациям была произведена территориально-административная реформа — в 1888 году из Гижигинского округа выделен Анадырский округ (с 1902 года — уезд), а на берегу Анадырского лимана основан портовый Ново-Мариинский пост.
Во время плавания капитаном шхуны Ф. К. Геком была произведена подробная опись ранее не обследованной части корякско-чукотского побережья от бухты Карага до бухты Дежнёва и побережья острова Карагинского. Одной из бухт (внутри бухты Анастасии) было дано имя Ресина (устье реки Ильпи).
В 1888 году сопровождал Приамурского генерал-губернатора Корфа в Петербург, где был представлен членам Императорского Русского географического общества. 12 апреля 1888 года члены Общества П. П. Семёнов-Тян-Шанский, А. В. Григорьев и И. И. Стебницкий рекомендовали его к избранию действительным членом Общества. 14 апреля зачитал перед участниками совместного заседания отделений географии математической и географии физической доклад о своём путешествии к Камчатке и Чукотке и наблюдениях за местным населением. Доклад получил одобрение, был издан и удостоился малой серебряной медали Географического общества. 5 октября 1888 года избран действительным членом Русского географического общества.

### Дальнейшая служба
За отличия по службе 30 августа 1885 года произведён в капитаны. 2 сентября 1888 года назначен начальником строевого отдела штаба Владивостокской крепости. С 18 декабря 1888 года по 18 декабря 1889 года отбывал цензовое командование ротой в 6-м Восточно-Сибирском стрелковом батальоне. 16 января 1890 года назначен обер-офицером для поручений при штабе Приамурского военного округа. 30 августа 1890 года произведён в подполковники и назначен на должность старшего адъютанта штаба войск Забайкальской области. 18 марта 1891 года переведён на должность старшего адъютанта военной канцелярии при военном губернаторе Приморской области. 12 октября 1892 года назначен начальником штаба Владивостокской крепости. За время службы на Дальнем Востоке посетил Северный Китай и Маньчжурию (1889), Японию, Гавайские острова. Совершил путешествие в Северную и Южную Америку, прошёл через Магелланов пролив.
30 августа 1894 года произведён в полковники и 10 октября того же года назначен дежурным штаб-офицером при управлении начальника 11-й местной бригады. 16 марта 1895 года переведён на ту же должность в управление начальника Ярославской местной бригады. С 15 мая по 14 сентября 1896 года отбывал цензовое командование батальоном в лейб-гвардии Финляндском полку. 30 марта 1898 года назначен начальником штаба 1-й пехотной дивизии. 8 июля 1901 года назначен командиром 20-го стрелкового полка, стоявшего в Сувалках. 6 июля 1904 года за отличия по службе произведён в генерал-майоры и назначен командиром 1-й бригады 16-й пехотной дивизии.
24 февраля 1905 года назначен командиром лейб-гвардии Кексгольмского полка, которым командовал следующие 4 года. 4 марта 1909 года назначен командиром 2-й бригады 3-й гвардейской пехотной дивизии с зачислением в списки лейб-гвардии Кексгольмского полка и правом ношения его мундира. 3 мая 1910 года назначен начальником Гвардейской стрелковой бригады, 17 октября того же года произведён в генерал-лейтенанты.

### Первая мировая война
19 января 1913 года назначен начальником 2-й гвардейской пехотной дивизии, во главе которой вступил в Первую мировую войну. В августе 1914 года полки 2-й гвардейской пехотной дивизии отличились в ходе Люблинской операции (бои у деревень Издебно и Тарнавка, переправа через Сан). В сентябре — октябре дивизия участвовала в Варшавско-Ивангородской и Ченстохово-Краковской операциях, где понесла большие потери и в ноябре 1914 года была выведена в резерв для восстановления.
4 ноября 1914 года снят с должности начальника дивизии и зачислен в резерв чинов при штабе Киевского военного округа. 12 февраля 1915 года назначен командиром 10-го ополченского корпуса. 6 июня 1915 года назначен командиром 42-го армейского корпуса (6-я армия). 23 декабря 1915 года отчислен от должности командира корпуса с зачислением в резерв чинов при штабе Двинского военного округа. 25 января 1916 года перечислен в резерв чинов при штабе Петроградского военного округа, 14 февраля 1917 года вновь перечислен в резерв чинов при штабе Двинского военного округа. 1 августа 1917 года уволен «по болезни» от службы с мундиром и пенсией.
Увлекался музыкой, писал критические статьи. После Октябрьской революции эмигрировал. Проживал в Югославии с сестрой Любовью (ум. 8 декабря 1925 года). Умер 24 июня 1933 года в Панчево.

## Награды
За время службы награждён:
- орден Белого орла с мечами (15 августа 1916),
- орден Святого Владимира 2-й степени с мечами (9 февраля 1915),
- орден Святой Анны 1-й степени (6 декабря 1912); мечи к ордену (2 января 1915),
- орден Святого Станислава 1-й степени (1908),
- орден Святого Владимира 3-й степени (1904),
- орден Святого Владимира 4-й степени (1901),
- орден Святой Анны 2-й степени (1892),
- орден Святого Станислава 2-й степени (1888),
- орден Святой Анны 3-й степени с мечами и бантом (1878),
- орден Святого Станислава 3-й степени с мечами и бантом (1878),
- орден Святой Анны 4-й степени с надписью «За храбрость» (1878),
- орден Восходящего солнца 5-й степени (Япония, 1887),
- орден Гавайской короны (Королевство Гавайи, 1887),
- крест «За переход через Дунай» (Румыния, 1878),
- другие награды.

## Публикации
- Ресин А. А. Очерк инородцев русского побережья Тихого океана // Известия Императорского Русского географического общества. — СПб., 1888. — Т. XXIV. — Вып. III. — С. 121―199.